# Episodi de Il molo rosso
La prima stagione della serie televisiva Il molo rosso, composta da 8 episodi, è stata interamente distribuita sul servizio streaming Movistar+ il 18 gennaio 2019.
In Italia, la stagione è andata in onda su Rai 2 dal 3 al 24 aprile 2019.
| n° | Titolo     | Pubblicazione Spagna | Prima TV Italia |
| -- | ---------- | -------------------- | --------------- |
| 1  | Episodio 1 | 18 gennaio 2019      | 3 aprile 2019   |
| 2  | Episodio 2 | 18 gennaio 2019      | 3 aprile 2019   |
| 3  | Episodio 3 | 18 gennaio 2019      | 10 aprile 2019  |
| 4  | Episodio 4 | 18 gennaio 2019      | 10 aprile 2019  |
| 5  | Episodio 5 | 18 gennaio 2019      | 17 aprile 2019  |
| 6  | Episodio 6 | 18 gennaio 2019      | 17 aprile 2019  |
| 7  | Episodio 7 | 18 gennaio 2019      | 24 aprile 2019  |
| 8  | Episodio 8 | 18 gennaio 2019      | 24 aprile 2019  |

## Episodio 1

### Trama
Alejandra porta a termine la vendita di un grattacielo insieme all'amica e collega Katia, ottenendo uno dei maggiori successi dello studio per il quale lavora. Il marito Oscar chiama Alex al telefono per congratularsi con lei, affermando di essere in Germania per motivi di lavoro e chiedendole di avere un bambino. Qualche ora dopo aver parlato con il marito Alex riceve una telefonata della Guardia Civil, che la informa che Oscar è morto suicida. La donna è costretta a riconoscere il corpo del marito, ma il fatto che questi avesse mentito su dove si trovasse, essendo stato trovato non in Germania, ma ad Arbufera, assieme a qualche piccolo dettaglio che nota sul di lui corpo, instillano in lei il dubbio che lui le stesse nascondendo qualcosa. Il giorno del funerale, Alex scopre che Oscar aveva non solo un doppio cellulare, ma anche una doppia vita con Veronica, una donna di Arbufera con cui ha sistematicamente tradito Alex per otto anni. Distrutta dal dolore provocato da questa scoperta, che le impedisce di piangere il consorte infedele, decide di conoscere l'amante del marito, per urlarle contro tutto il proprio disprezzo. Quando però l'architetto incontra Veronica, trova quest'ultima in uno stato pietoso quanto il suo: disperata e distrutta dal dolore, tanto che Alex non trova il coraggio di insultarla, dicendo invece di chiamarsi Martina.

## Episodio 2

### Trama
In questo episodio scopriamo come Oscar e Veronica si erano conosciuti. Inizialmente, Alex rivela alla madre e a Katia di considerare la storia del marito con l'amante solo una relazione basata sul sesso, ma in realtà la donna è ossessionata dalla doppia vita del consorte e sospetta che Oscar e Veronica, tra i quali ha capito non fosse solo sesso, ma vero amore, abbiano una figlia. Proprio quando la situazione di Katia e Alex nello studio in cui lavorano diventa critica, la moglie di Oscar decide di raggiungere la Albufera. A seguito di un incidente, Alejandra, che continua a fingersi Martina, viene ospitata da Veronica e può conoscere la bambina che il marito ha avuto con l'amante, la piccola Sol.

## Episodio 3

### Trama
Alejandra si avvicina sempre di più a Veronica e a Sol, e fa di tutto per scoprire altri dettagli sulla relazione di suo marito. Nel frattempo, scopre che altre persone, come Fran, Conrado, Big Boss e Katia stessa, erano a conoscenza della relazione. Scopre inoltre che, in realtà, Oscar è stato licenziato dal proprio lavoro di contabile da anni, ormai. Cosa alquanto strana dato che, comunque, è riuscito a mantenere la propria famiglia ad Albufera e a portarne a Valencia abbastanza da impedire ad Alex di insospettirsi. Conrado la riconosce, e in cambio del suo silenzio la convince a frequentare la terapia di gruppo. Intanto, Veronica aggredisce un ragazzo che, poco tempo prima, l'aveva volgarmente importunata per strata, e lui, per vendicarsi, racconta a Sol del suicidio del padre.

## Episodio 4

### Trama
Alejandra continua le sue indagini, chiedendo aiuto anche a Conrado. Sui documenti di Oscar compaiono dei grossi trasferimenti di soldi, e Alejandra sospetta qualcosa di illegale. Nel panico, si rende conto di non conoscere davvero l'uomo con cui condivideva la vita. Intanto, dopo una cerimonia svolta dagli abitanti di Albufera per commemorare Oscar, Veronica svela ad Alejandra di voler parlare con la moglie di Oscar di persona.

## Episodio 5

### Trama
Alejandra si avvicina sempre di più a Sol, la va a prendere a scuola e si occupa di lei quando si sente male. Un'irruzione a casa di Veronica permette ad Alejandra e a Conrado di passare un po' di tempo insieme. Intanto, Alejandra si avvicina anche a Vicent con una proposta audace. Prima che il testamento di Oscar sia letto dal notaio, Veronica affronta quella che crede essere Alejandra, in realtà Katia che, non essendo al corrente dell'affetto che l'amica sta sviluppando per Veronica, la scaccia in malo modo. Quando poi, finalmente, sia Veronica che Alejandra leggono separatamente le volontà di Oscar, scoprono che l'uomo, grazie al lavoro che, evidentemente, ha tenuto nascosto a entrambe, ha accumulato una grossa quantità di denaro che ha stabilito andrà totalmente a Sol quando quest'ultima raggiungerà la maggiore età, mentre ad Alex ha lasciato in eredità un prezioso stallone da corsa di nome Coraggioso.

## Episodio 6

### Trama
Alejandra inizia a elaborare il lutto di suo marito, e questa consapevolezza la sconvolge: passa le giornate nel letto a piangere e a perdersi nei ricordi. Ada, Blanca e Katia fanno il possibile per aiutarla, anche se i loro sforzi non vengono necessariamente apprezzati. Katia assiste a un incontro di terapia di gruppo di Alejandra, e incontra Conrado, che ha dei sospetti sul suicidio di Oscar.

## Episodio 7

### Trama
Alejandra scopre che Oscar frequentava uno strip club, ma si occupava soltanto della contabilità. Insieme a Conrado giungono alla scoperta del movente del probabile omicidio di Oscar: riciclava una grande quantità di denaro. Blanca ha dei dubbi sulla pubblicazione del suo romanzo. Katia interrompe la sua relazione con Big Boss e lui si concentra sugli investitori che accettano il nuovo progetto.

## Episodio 8

### Trama
Veronica scopre che Oscar le aveva mentito, cosa che aveva giurato di non fare mai, e che si occupava di traffici illeciti. Conrado cerca la chiave mancante dagli oggetti di Oscar e capisce chi è stato a rubarla e a introdursi a casa di Veronica. Ada, delusa perché la sua amante, l'insegnante di atletica, ha rifiutato i biglietti per andare a New York, abbandona la scuola.